# Flectonotus
Flectonotus és un gènere d'amfibis de la família Amphignathodontidae que es troba al nord-est de Colòmbia, Veneçuela, Trinitat i Tobago i el Brasil.

## Taxonomia
- Flectonotus fissilis (Miranda-Ribeiro, 1920).
- Flectonotus fitzgeraldi (Parker, 1934).
- Flectonotus goeldii (Boulenger, 1895).
- Flectonotus ohausi (Wandolleck, 1907).
- Flectonotus pygmaeus (Boettger, 1893).